# Kenneth D. Hill
Kenneth D. Hill ( 6 de agosto de 1948 - 4 de agosto de 2010) fue un botánico australiano, notable por su obra en eucaliptos, en sistemática, evolución y biología de la conservación del género Cycas, y también en informática botánica.

## Biografía
Nace en Armidale, Nueva Gales del Sur. Desde 1983 trabaja para el Herbario Nacional de Nueva Gales del Sur, hasta su retiro en 2004, debido a un quebrantamiento de su salud. Fue también investigador senior del Royal Botanic Gardens, Sydney.
- La abreviatura «K.D.Hill» se emplea para indicar a Kenneth D. Hill como autoridad en la descripción y clasificación científica de los vegetales.[2]